# マツヘリカメムシ

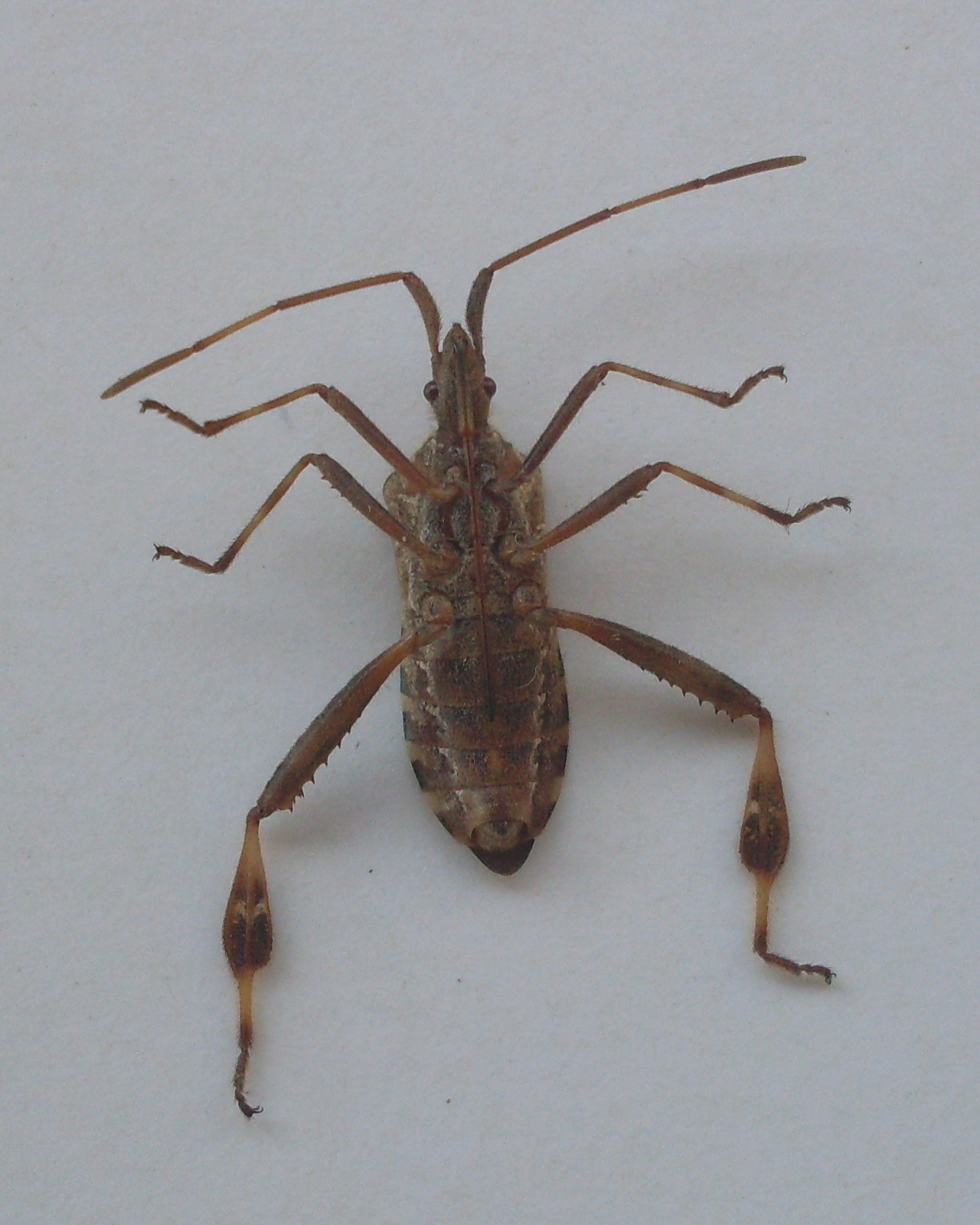
腹面（イタリア産）

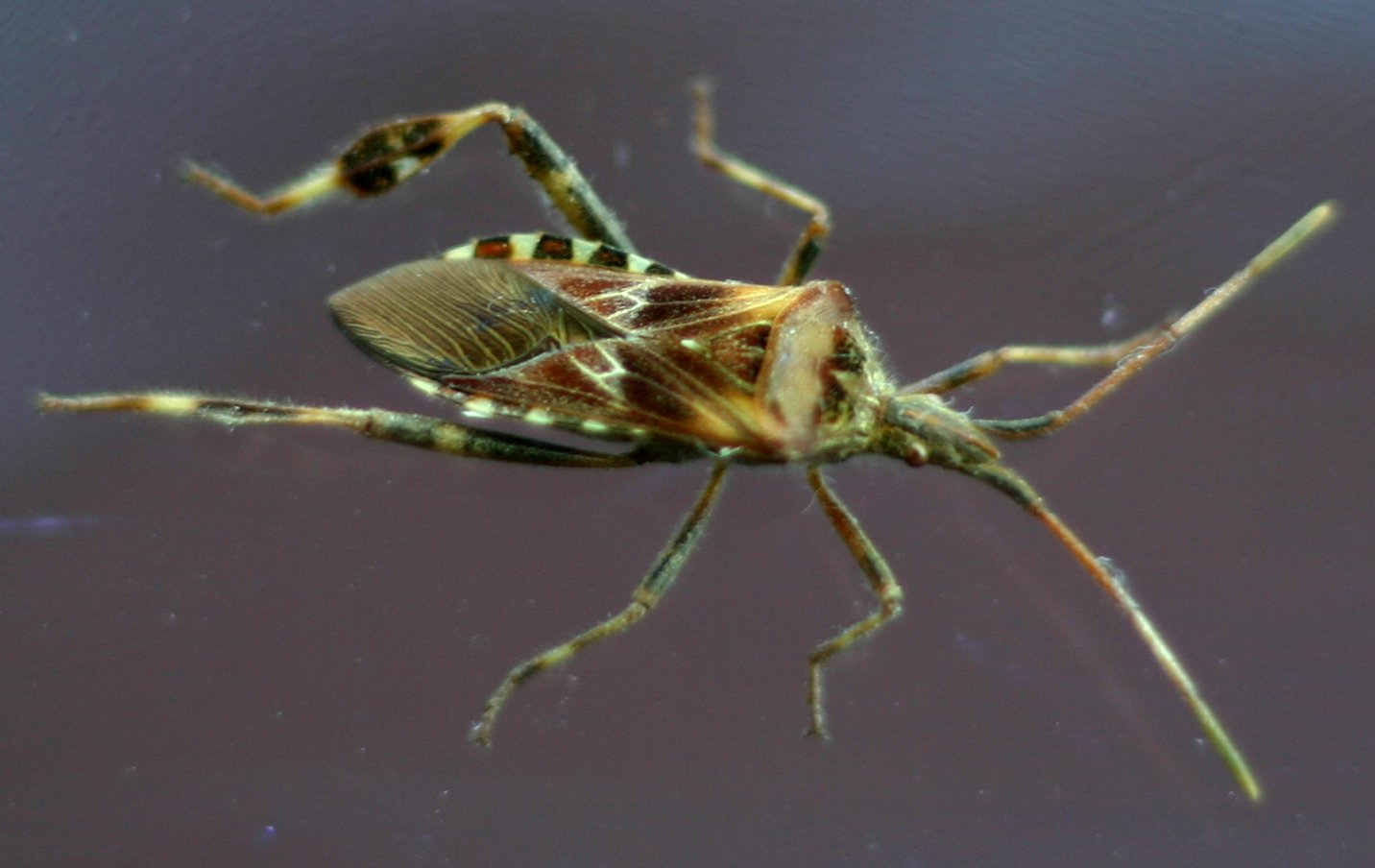
コネチカット州の外来個体

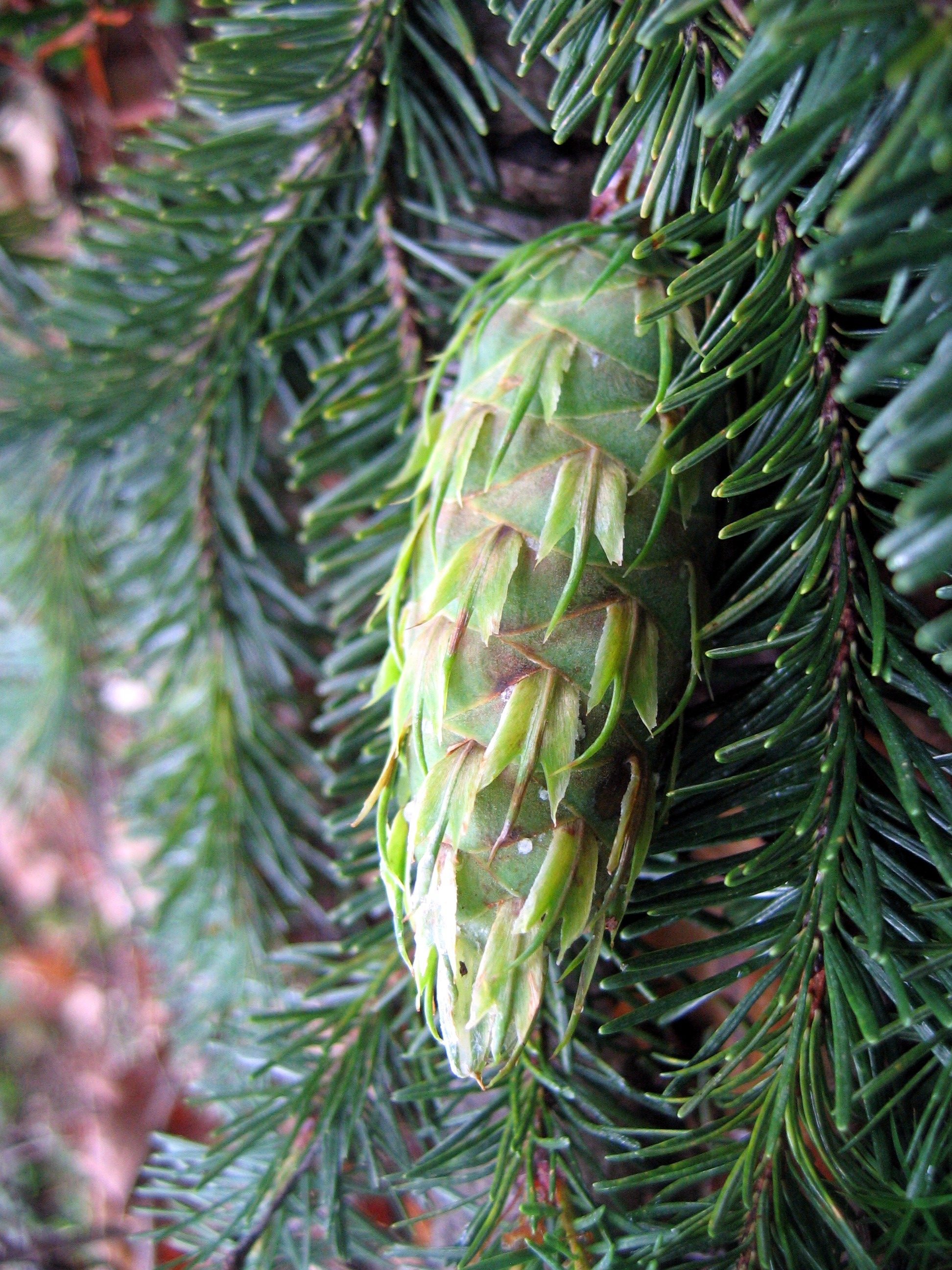
寄主植物のひとつベイマツの若い球果

マツヘリカメムシ（松縁椿象・松縁亀虫） Leptoglossus occidentalis は北米大陸西部原産のヘリカメムシ科の昆虫の一種。主にマツ類に付き、その種子や新芽などから吸汁する。
北米大陸では20世紀中期に在来地である西部から東部に分布を拡げるとともに、欧州では1999年にイタリアで外来個体が初めて発見されて後、欧州各国で急速に分布を拡大させた。日本の外来個体群は、2008年に東京の複数箇所で確認報告されたのが最初で、ほぼ同時期に埼玉県や神奈川県を含む首都圏からも記録されたが、その後10年あまりで東北地方から九州までの広い範囲で確認されるようになった。

## 分布
原産地
カリフォルニアから記載され、カナダ、アメリカ、メキシコのロッキー山脈以西の地域。
移入個体群
北米東部（20世紀中期に移入）、欧州各地（イタリアで1999年に初記録）、日本（東京で2008年に初記録）。

## 形態
成虫は体長15-20mm、体幅5-7mmでカメムシとしてはやや大型。胴体も頭部も縦長で全体に赤褐色〜褐色、微細な毛に覆われているため光沢はなく錆色に見える。後脚の脛節に先端方向に広がるオール状の葉状片をもつのがこのグループの目立つ特徴で、本種の葉状片は脛節本体を挟んでほぼ左右対称で、表裏両面に小白斑が1対ずつあるが時に不鮮明、周縁部には微細な鋸歯があるが遠目に目立つような大きな棘はない。後脚全体は他の脚よりも太く発達しており、腿節後縁には7個前後の小棘が並ぶ。中脚は細いがやはり腿節の後縁に数個の小棘がある。
背面に重ねた翅の中央付近には横切るようなジグザグ状の白線斑か、もしくはその一部のみが残った小さい菱形状の紋があるが、これらは時に不明瞭となることもある。翅の外縁からはみ出している腹部側縁（結合板）も濃淡のダンダラ模様となる。
幼虫は体型は異なるが翅がない以外は成虫と同じ構造で、体のわりに脚が長く、オレンジ色の地に黒い小斑があり、後脚の葉状片は成虫のようには発達しない。翅がないため若齢幼虫では腹部背面の全部が、終齢幼虫でも大部分が露出する。

## 生態
概要
- マツ類などに付いて幼虫・成虫とも新芽、球果（松かさ）、種子などから吸汁して加害する。北米では特にベイマツなどのトガサワラ属 Pseudotsuga に多い。
- 在来地であるアメリカでは年1化であるが、メキシコの熱帯域では3化の例も知られる。
- 灯火にもよく集まるため、ライトトラップによる採集例も多い。
- 越冬のため大量の成虫が建造物内に入り込んだり、ポリエチレン製の配管設備などを吻で損傷する例もあるなど、家屋害虫となる場合もある。

生活環
北米西部では5月〜6月頃に越冬していた成虫が現れ、餌を摂りながら繁殖行動に入る。卵は円筒形で、中春から晩春にかけて寄主植物の葉の付け根などに数個ずつ産み付けられる。卵は10日ほどで孵化し、1齢幼虫は葉や若い球果の鱗片などから吸汁し、2齢目からは種子などからも吸汁する。一方、越冬成虫も引き続き吸汁しながら産卵する。カメムシ目は不完全変態のため蛹にはならず、孵化した幼虫は4回脱皮して5齢で終齢幼虫となり、5回目の脱皮で成虫となる。8月中旬頃になると一つの枝に全ての齢の幼虫と新成虫が見られるようになる。秋には全て成虫となり冬眠場所を探し回りながら木の割れ目などに移動するが、この際に建造物内に多数個体が入ってくることもある。
寄主植物
マツ属を中心に40種以上の植物が報告されている。主なものは下記のとおり。日本では神奈川県のクロマツの記録がある。
- 在来分布域（北米西部）
  - コントルタマツ（ヨレハマツ・ロッジポールマツ） Pinus contorta
  - ノブコーンパイン Pinus attenuata
  - カナダトウヒ Picea glauca
  - ベイマツ Pseudotsuga menziesii

など
- 外来分布域（北米・欧州・日本）
  - バンクスマツ（ジャックパイン） Pinus banksiana　
  - ストローブマツ Pinus strobus
  - レジノーサマツ Pinus resinosa
  - カナダツガ Tsuga canadensis
  - モンタナマツ Pinus mugo
  - ヨーロッパクロマツPinus nigra
  - ヨーロッパアカマツ Pinus sylvestris
  - クロマツ Pinus thunbergii

など
- その他
  - マツ科のモミ属 Abies、ヒマラヤスギ属 Cedrus, ヒノキ科のビャクシン属 Juniperus などのほか、柑橘類であるミカン属 Citrus 上で観察された例があり、飼育実験ではピスタチオ Pistacia vera でも正常に生育するとされる。

## 移入履歴
北米
マツヘリカメムシは1910年にハイデマンによってカリフォルニア州とユタ州との標本に基づいて新種として記載されたが、ハイデマンは同時に他の産地としてコロラド州やカナダのバンクーバーを挙げて、その分布様態から本種は明らかに北米西部の動物相に属する種であると述べている。そしてハイデマンの言うとおり、在来個体群は北米大陸のロッキー山脈以西のブリティッシュコロンビア州からメキシコに至る地域に分布していたと考えられている。しかし20世紀半ばになると、これらの産地よりも東の記録も加えられるようになり、Koerber（1963年）はネブラスカ州の記録を追加した。しかしSchaffner（1967年）はすでに1956年10月の時点で、ネブラスカ州よりも更に東に位置するアイオワ州のアイオワ州立大学キャンパス内で多数採集されていたこと、当該地ではそれ以降毎年採集されて完全に定着していること、これに加え1961年には五大湖地域のインディアナ州でも1個体が採集されていることなどを報告した。1970年代に入ってからは東部での分布拡大がより顕著になり、1980年代半ばには五大湖周辺の地域に確実に広がり、1990年にはニューヨークまで達し、更に分布を拡大した。
欧州
欧州では1999年にイタリア北部のヴィチェンツァ近くから報告されたのが最初である。これはヴェネツィアの港湾か空港あたりが侵入口だと推定されているが、その後はイタリアを含む欧州各地から報告が相次いだ。年代順では2002年…スイス、2003年…スロベニア、2004年…クロアチア、スペイン、2005年…オーストリア、2006年…ドイツ、ハンガリー、フランス、2007年…ベルギー、チェコ、スロバキア、イギリス、2008年…モンテネグロ、ポーランド、セルビアなどである。欧州本土とドーバー海峡で隔てられたイギリスでは2007年1月にドーセットのウェイマス・カレッジで最初に発見されたが、この年はそれで終わった。しかし翌2008年の8月末に南岸のサセックスやケントで多数見つかったのを皮切りに同年のうちにグレートブリテン島南岸を中心とした各地から報告が相次ぎ、10月にはより北方のカンブリア州ケンダルからも報告された。
日本
現在判明している日本最古の外来個体群の文献上の記録は2008年3月26日・27日に東京都小金井市関野町の住宅地の網戸から採集されたもので、同年10月28日には東京都八王子市廿里町の森林総合研究所多摩森林科学園内でも下草を徘徊中のものが採集された。またウェブ上でも東京都練馬区石神井公園（2008年12月12日）や同千代田区皇居東御苑（2009年3月27日）など都内各地や、埼玉県狭山市（2008年10月25日）や神奈川県（2009年6月4日）からの報告が見られ、これらのデータは本種が2000年代後期に外来し、2009年までには少なくとも首都圏に広く分布するようになっていたことを示唆する。
なお、これら屋外で確認された外来個体群との関係は不明ながら、2003年11月の時点でカナダから輸入されたベイマツのコンテナ内で多数個体の本種が確認されたという報告があり、'00年代初期には既に侵入していた可能性もあるとされる。
その後確実に分布を拡げ、2020年までには東北地方（岩手県・秋田県）から中国地方（広島県・鳥取県）及び九州（福岡県・熊本県）までの広い範囲から記録されるに至った。

## 名称
属名 Leptoglossus はギリシア語の"leptos" (λεπτός：細い、薄い、華奢な）+ "glossa" (γλώσσα：舌）、種名 "occidentalis" はラテン語で「西の、西部の」。英語名 "Western conifer seed bug" は「西部の松の種の（カメ）虫」の意で、省略して "WCSB" ということもある。また "leaf-footed bug" と通称されることもあるが、これは後脚に葉状片をもつ本属や近縁属の種の総称のため正確な表現ではない。
マツヘリカメムシという和名は日本初記録の報告（2009年）の際に新称された。

## 分類
原記載
- Leptoglossus occidentalis Heidemann, O. 1910[6]. p.196-197, pl. 8, 上図
- タイプ標本：雌雄2個体 （U.S. National Museum　No.13230）
- タイプ産地："Placer County, California; Utah."

類似種
Brailovsky & Barrera (2004)によればアシビロヘリカメムシ属 Leptoglossus は53種（1亜種を含む）に整理される。北米では本種は時に L. corculus (Say,1832) と混同されることがあるが、corculus は後脚の外側の葉状部が脛節先端まで達するのに対し、本種は内外の葉状部とも脛節の約2⁄3の長さまでしかないことで区別できる。また本属のほとんど全てが北米〜南米のみに分布する新世界の種であり、旧世界で見られる種は世界の熱帯〜亜熱帯に広く分布する下記のアシビロヘリカメムシただ1種であったが、マツヘリカメムシの移入により旧世界の本属は2種となった。
- アシビロヘリカメムシ Leptoglossus gonagra (Fabricius, 1775) (= australis Fabricius, 1775) は世界の熱帯から亜熱帯域に広く分布し、日本では主に奄美大島以南で見られる。背面は黒味が強く、体下面に橙色の斑点が多数あり、後脚脛節の葉状片の外縁に2個の小棘があることで容易に区別できる。